# Vaubexy
Vaubexy ([vobˈsi] ) ist eine französische Gemeinde mit 121 Einwohnern (Stand: 1. Januar 2022) im Département Vosges in der Region Grand Est (bis 2015 Lothringen). Sie gehört zum Arrondissement Neufchâteau (bis 2024 Épinal) und ist Mitglied im Gemeindeverband Communauté de communes de Mirecourt Dompaire. Die Bewohner werden Vaubexéens und Vaubexéennes genannt.

## Geografie
Die Gemeinde Vaubexy liegt etwa zwölf Kilometer südwestlich von Charmes und zehn Kilometer südöstlich von Mirecourt in einem Seitental des Gitte-Nebenflusses Robert.

## Bevölkerungsentwicklung
| Jahr      | 1793 | 1896 | 1954 | 1982 | 1990 | 1999 | 2006 | 2015 |
| Einwohner | 235  | 430  | 172  | 142  | 133  | 122  | 111  | 121  |

## Sehenswürdigkeiten
- Kirche l’Annonciation-de-la-Sainte-Vierge (Gemälde als Monuments historiques klassifiziert)

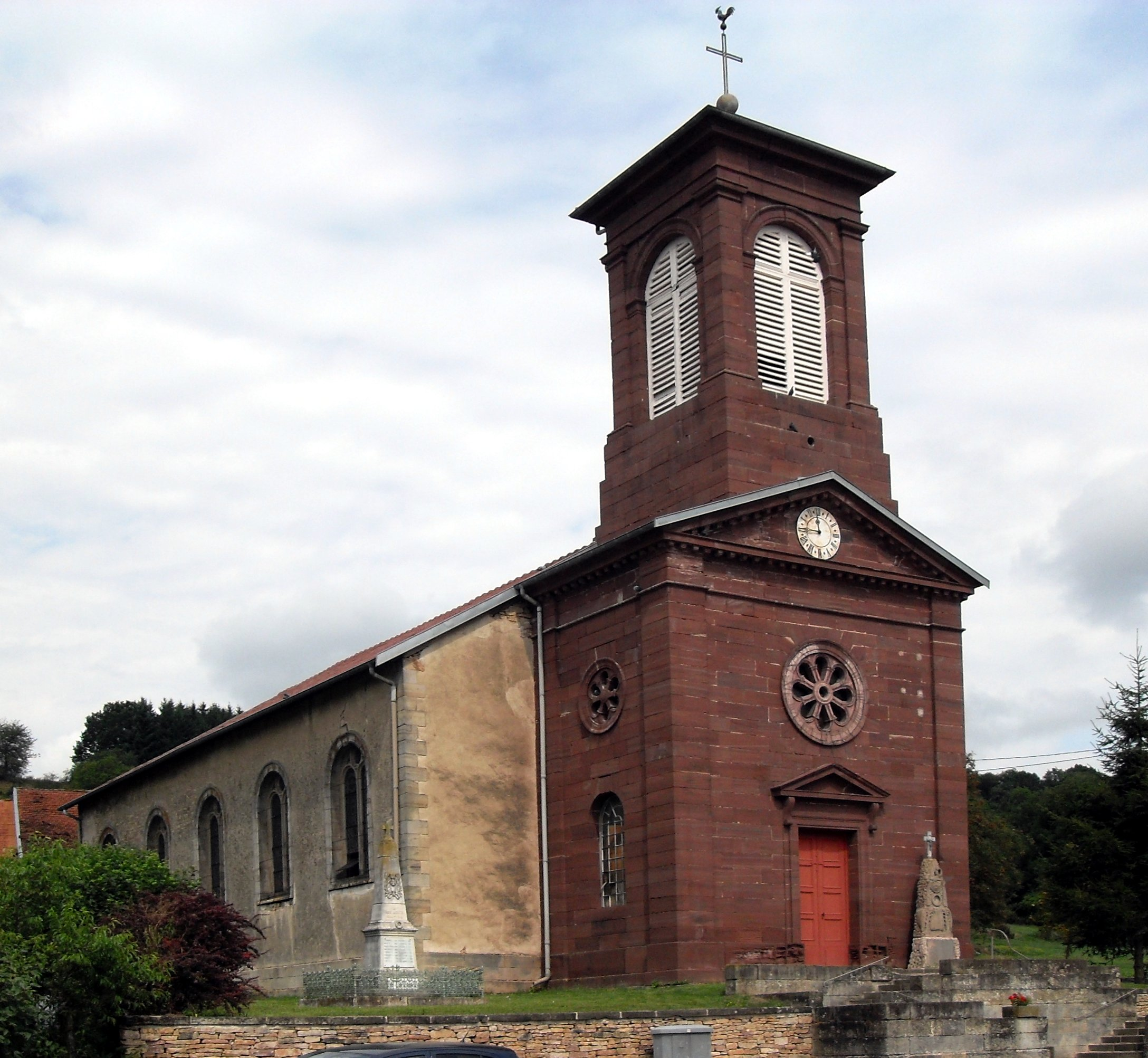
Kirche Mariä Verkündigung